# Fallout 2
Fallout 2 ist der zweite Titel der Computer-Rollenspiel-Serie Fallout. Es erschien nur ein Jahr nach Veröffentlichung von Fallout am 30. September 1998. Das Spiel wurde ebenfalls von der mittlerweile in Black Isle Studios benannten Rollenspielabteilung von Interplay Entertainment entwickelt und spielt zeitlich 80 Jahre nach dem ersten Teil.

## Handlung
Der Spieler steuert einen Nachfahren der Spielfigur des ersten Teils, der generell nur als „Der Auserwählte“ bezeichnet wird. Sein Heimatdorf Arroyo leidet im Jahr 2241 unter einer langanhaltenden Dürre. Daher beauftragen ihn die Dorfältesten, ein sogenanntes G.E.E.K (Garten Eden Erstellungs Kit, engl.: G.E.C.K. Garden of Eden Creation Kit) zu finden, mit dessen Hilfe angeblich Ödland wieder in eine blühende Oase umgewandelt werden kann.
Als der Auserwählte jedoch mit dem gewünschten Kit von Vault 13 zurückkehrt, muss er feststellen, dass die sogenannte Enklave, die sich als legitimer Nachfolger der Regierung der Vereinigten Staaten sieht und nach der Auslöschung aller Mutanten strebt, das Dorf überfallen und seine Bewohner unter ihre brutale Herrschaft gezwungen hat. Der Auserwählte muss nun in direkter Auseinandersetzung mit der Enklave für die Freiheit Arroyos kämpfen.

## Spielprinzip
Im Vergleich zum Vorgänger gab es keine größeren Veränderungen des Spielprinzips. Der Spieler erstellt auf Basis des S.P.E.C.I.A.L.-Charaktersystems einen Protagonisten, der in Echtzeit isometrische 2D-Landschaften erkundet, wobei für Kämpfe in ein rundenbasiertes System umgeschaltet wird. Im Vergleich zum Vorgänger besteht dabei nun auch eine größere Auswahl potenzieller Begleiter zur Auswahl. Für das schnellere und sichere Bereisen der Spielwelt kann der Spieler im Spielverlauf zudem in den Besitz eines Fahrzeugs gelangen.

## Entwicklungsgeschichte
Das Spiel wurde ebenfalls intern von der mittlerweile in Black Isle Studios umbenannten Rollenspielabteilung Interplays entwickelt, jedoch zeichnete für den zweiten Teil ein anderes Entwicklerteam verantwortlich. Bereits wenige Monate nach Beginn der Entwicklungsarbeiten verließen mit Timothy Cain, Leonard Boyarsky und Jason D. Anderson drei Kernentwickler des ersten Teiles Interplay, um Troika Games zu gründen. Die Leitung der Entwicklung wurde daraufhin von Feargus Urquhart und Matt Norton übernommen. Ein knapper Zeitplan erforderte von den Entwicklern mitunter überlange Arbeitszeiten von bis zu 100 Wochenstunden.
Der Umfang des Spiels wurde erheblich ausgedehnt und viele neue Waffen und Items hinzugefügt. Im Vergleich zum Vorgänger wurden der humoristische und parodistische Aspekt sehr viel stärker betont und die Spielwelt mit zeitgenössischen Popkulturanspielungen und versteckten Gags gefüllt.
In der deutschen Version wurden vor allem übermäßig brutale Todesanimationen herausgeschnitten, um durch eine möglichst niedrige Einstufung der USK das Spiel einer möglichst großen Käufergruppe zugänglich zu machen.

### Patches
Nicht zuletzt aufgrund eines problematischen Entwicklungsverlaufs war die Erstveröffentlichung mit zahlreichen Bugs behaftet. Dies zwang Interplay bzw. Black Isle Studios zur Veröffentlichung mehrerer Patches. Nach dem Ende des Supports aufgrund der Auflösung der Black Isle Studios versuchte später die Nutzer-Gemeinde, verbliebene Probleme selbst zu beheben. Durch diese aus der Community kommenden Fan-Patches konnten die meisten Fehler des Spiels mittlerweile behoben werden.
Zudem wurden durch Fanpatches technische Limitierungen behoben, wie z. B. die fehlende Unterstützung für höhere Auflösungen. Auch wurde in den Spieldateien enthaltenes, jedoch nicht ins Spiel implementiertes Material inkludiert.

### Sprecher
Die deutsche Sprachfassung entstand unter der Regie von Stéphane Cornicard bei SDL International in London, die Texte stammten von Michael Esser.
| Rolle          | Englischer Sprecher      | Deutscher Sprecher |
| -------------- | ------------------------ | ------------------ |
| Harold         | Charlie Adler            | Wolf Kahler        |
| Erzähler       | Ron Perlman              | Wolf Kahler        |
| Hakunin        | Dwight Schulz            | Michael Hülsmann   |
| Sulik          | Greg Eagles              | Michael Hülsmann   |
| Myron          | Jason Marsden            | N.N.               |
| Lynette        | Cree Summer              | Gertrude Thoma     |
| Com Officer    | Kevin Michael Richardson | N.N.               |
| Drill Sergeant | Peter Jason              | Erich Redman       |
| Gate Guard     | Peter Jason              | A. Andris          |
| Elder          | Flo Dire                 | Brigitte Kahn      |
| Tandi          | Tress MacNeille          | Cristina Contes    |
| Marcus         | Michael Dorn             | Stephan Grothgar   |
| Frank Horrigan | Michael Dorn             | Stephan Grothgar   |
| The President  | Jeffrey Jones            | Tom Wesel          |

## Rezeption
Fallout 2 erhielt positive, wenngleich etwas niedrigere Wertungen als sein Vorgänger (Metacritic: 86 von 100). Das Spiel habe die Stärken und Schwächen seines Vorgängers übernommen und den Umfang deutlich erweitert. Kritik gab es an den bei Release zahlreich vorhandenen Spielfehlern.
Fallout 2 gilt als das erste Spiel, in dem es der Spielerfigur erlaubt ist, eine gleichgeschlechtliche Figur zu heiraten. In einem Essay für Rock, Paper, Shotgun beschrieb Autorin Patricia Hernandez, wie das Spiel sie als Jugendliche durch diese Liberalität und die spielerischen Freiheiten in diesem Punkt beeinflusste, und wie weit es damit der Konkurrenz und den realen politischen und gesellschaftlichen Bedingungen voraus gewesen sei.